# گابرشوتسی
گابرشوتسی (به بلغاری: Gabreshevtsi) یک منطقهٔ مسکونی در بلغارستان است که در شهرستان ترکلیانو واقع شده‌است.